# Diocesi di Cheongju
La diocesi di Cheongju (in latino Dioecesis Cheongiuensis) è una sede della Chiesa cattolica in Corea suffraganea dell'arcidiocesi di Daegu. Nel 2023 contava 171.733 battezzati su 1.475.099 abitanti. È retta dal vescovo Simon Kim Jong-Gang.

## Territorio
La diocesi comprende la provincia di Nord Chungcheong in Corea del Sud, ad eccezione della città di Jecheon e della contea di Danyang (che appartengono alla diocesi di Wonju).
Sede vescovile è la città di Cheongju, dove si trova la cattedrale della Sacra Famiglia.
Il territorio è suddiviso in 82 parrocchie.

## Storia
Il vicariato apostolico di Cheongju fu eretto il 23 giugno 1958 con la bolla Sacro suadente di papa Pio XII, ricavandone il territorio dal vicariato apostolico di Seul (oggi arcidiocesi).
Il 10 marzo 1962 il vicariato apostolico fu elevato al rango di diocesi con la bolla Fertile Evangelii semen di papa Giovanni XXIII.

## Cronotassi dei vescovi
Si omettono i periodi di sede vacante non superiori ai 2 anni o non storicamente accertati.
- James Vincent Pardy, M.M. † (4 luglio 1958 - 17 giugno 1969 dimesso[1])
- Nicholas Cheong Jin-suk † (25 giugno 1970 - 3 aprile 1998 nominato arcivescovo di Seul)
- Gabriel Chang Bong-hun (3 giugno 1999 - 19 marzo 2022 ritirato)
- Simon Kim Jong-Gang, dal 19 marzo 2022

## Statistiche
La diocesi nel 2023 su una popolazione di 1.475.099 persone contava 171.733 battezzati, corrispondenti all'11,6% del totale.
| anno | popolazione | popolazione | popolazione | presbiteri | presbiteri | presbiteri | presbiteri                | diaconi | religiosi | religiosi | parrocchie |
| anno | battezzati  | totale      | %           | numero     | secolari   | regolari   | battezzati per presbitero | diaconi | uomini    | donne     | parrocchie |
| ---- | ----------- | ----------- | ----------- | ---------- | ---------- | ---------- | ------------------------- | ------- | --------- | --------- | ---------- |
| 1970 | ?           | 1.223.476   | ?           | 54         | 31         | 23         | 0                         |         | 25        | 57        | 22         |
| 1980 | 41.589      | 1.207.914   | 3,4         | 30         | 22         | 8          | 1.386                     |         | 9         | 79        | 24         |
| 1990 | 76.396      | 1.254.101   | 6,1         | 41         | 39         | 2          | 1.863                     |         | 10        | 143       | 32         |
| 1999 | 113.284     | 1.294.222   | 8,8         | 90         | 86         | 4          | 1.258                     |         | 69        | 374       | 53         |
| 2000 | 118.099     | 1.338.775   | 8,8         | 89         | 85         | 4          | 1.326                     |         | 77        | 386       | 53         |
| 2001 | 120.696     | 1.309.565   | 9,2         | 90         | 81         | 9          | 1.341                     |         | 89        | 406       | 53         |
| 2002 | 124.959     | 1.312.831   | 9,5         | 94         | 85         | 9          | 1.329                     |         | 99        | 449       | 55         |
| 2003 | 127.995     | 1.312.162   | 9,8         | 108        | 97         | 11         | 1.185                     |         | 98        | 390       | 57         |
| 2006 | 134.181     | 1.328.398   | 10,1        | 123        | 115        | 8          | 1.090                     |         | 82        | 399       | 61         |
| 2013 | 155.446     | 1.396.854   | 11,1        | 154        | 142        | 12         | 1.009                     | 2       | 91        | 515       | 76         |
| 2016 | 163.680     | 1.417.053   | 11,6        | 161        | 146        | 15         | 1.016                     |         | 96        | 503       | 76         |
| 2019 | 170.477     | 1.432.393   | 11,9        | 175        | 158        | 17         | 974                       |         | 116       | 519       | 78         |
| 2021 | 172.238     | 1.474.509   | 11,7        | 182        | 162        | 20         | 946                       |         | 118       | 502       | 79         |
| 2023 | 171.733     | 1.475.099   | 11,6        | 192        | 169        | 23         | 894                       |         | 117       | 487       | 82         |